# Харабадзе, Леван
Леван Харабадзе (груз. ლევან ხარაბაძე; родился 26 января 2000, Кутаиси) — грузинский футболист, левый защитник батумского «Динамо». Выступал за национальную сборную Грузии.

## Клубная карьера
Уроженец Кутаиси, Леван начал футбольную карьеру в молодёжной команде местного клуба «Торпедо Кутаиси». В 2014 году стал игроком тбилисского «Динамо». В основном составе «Динамо» дебютировал 5 марта 2018 года в матче Эровнули-лиги против клуба «Металлург Рустави».
В январе 2019 года Харабадзе отправился в аренду в швейцарский клуб «Цюрих». 6 февраля 2019 года дебютировал за «Цюрих» в матче швейцарской Суперлиги против клуба «Санкт-Галлен». 9 февраля 2019 года забил свой первый гол за «Цюрих» в матче против клуба «Грассхоппер».

## Карьера в сборной
Выступал за сборные Грузии до 17 и до 19 лет.
26 марта 2019 года дебютировал в составе первой сборной Грузии в матче отборочного турнира к чемпионату Европы против Ирландии, заменив Давида Хочолава.